# Hruzke, Kuibîșeve
Hruzke (în ucraineană Грузьке) este un sat în așezarea urbană Kuibîșeve din raionul Kuibîșeve, regiunea Zaporijjea, Ucraina.

## Demografie
Componența lingvistică a localității Hruzke
     Ucraineană (85,51%)
     Rusă (14,49%)
Conform recensământului din 2001, majoritatea populației localității Hruzke era vorbitoare de ucraineană (85,51%), existând în minoritate și vorbitori de rusă (14,49%).